# Hemiteles moldavicus
Hemiteles moldavicus är en stekelart som beskrevs av Constantineanu och Mustata 1972. Hemiteles moldavicus ingår i släktet Hemiteles och familjen brokparasitsteklar. Inga underarter finns listade i Catalogue of Life.